# Carnuntum

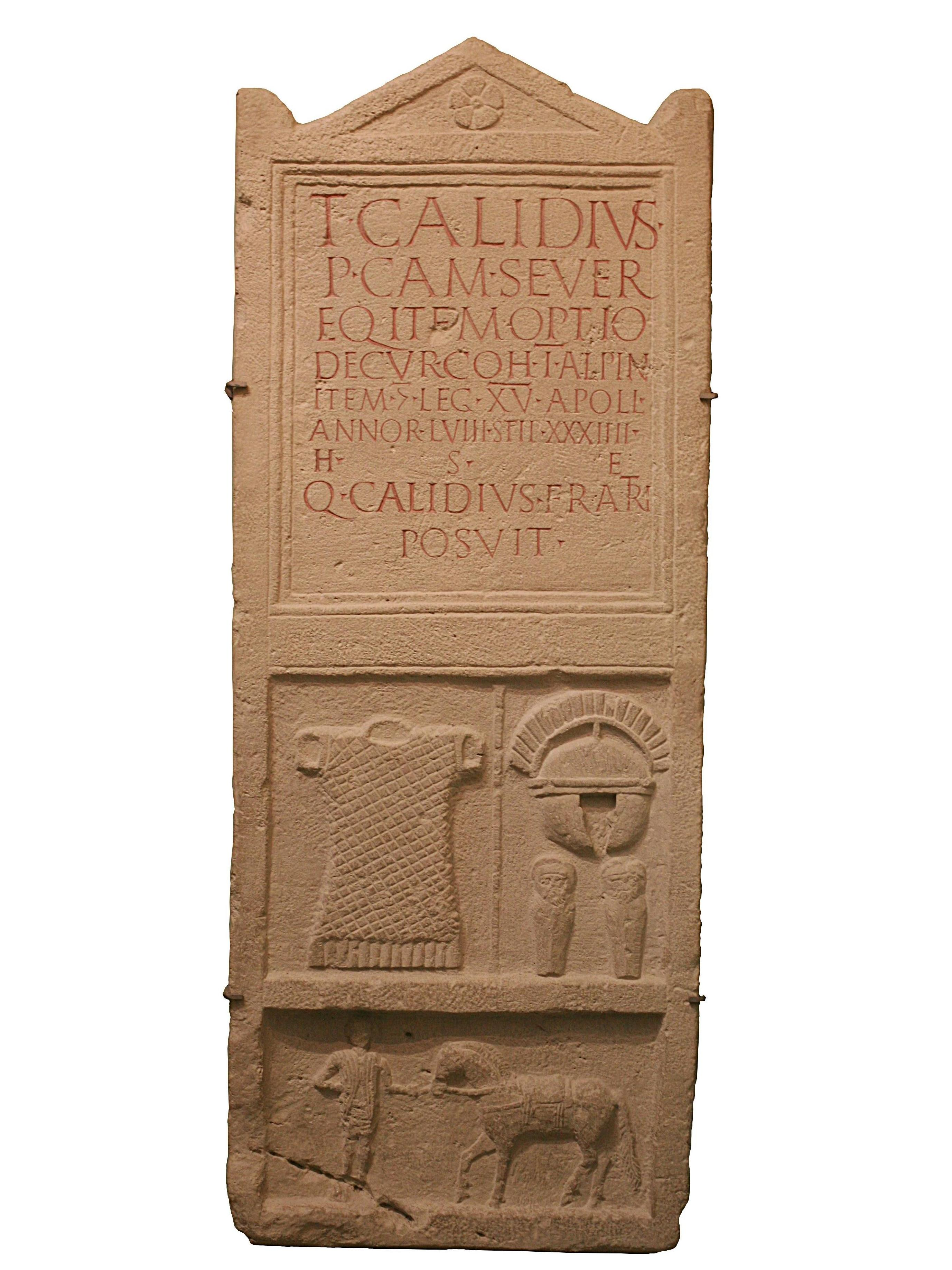
Piatra funerară de la mormântul lui „Titus Calidius Severus”, „optio” (ofițer) al Legiunii a XV-a, reprezentând un cal și o armură, găsite în Carnuntum

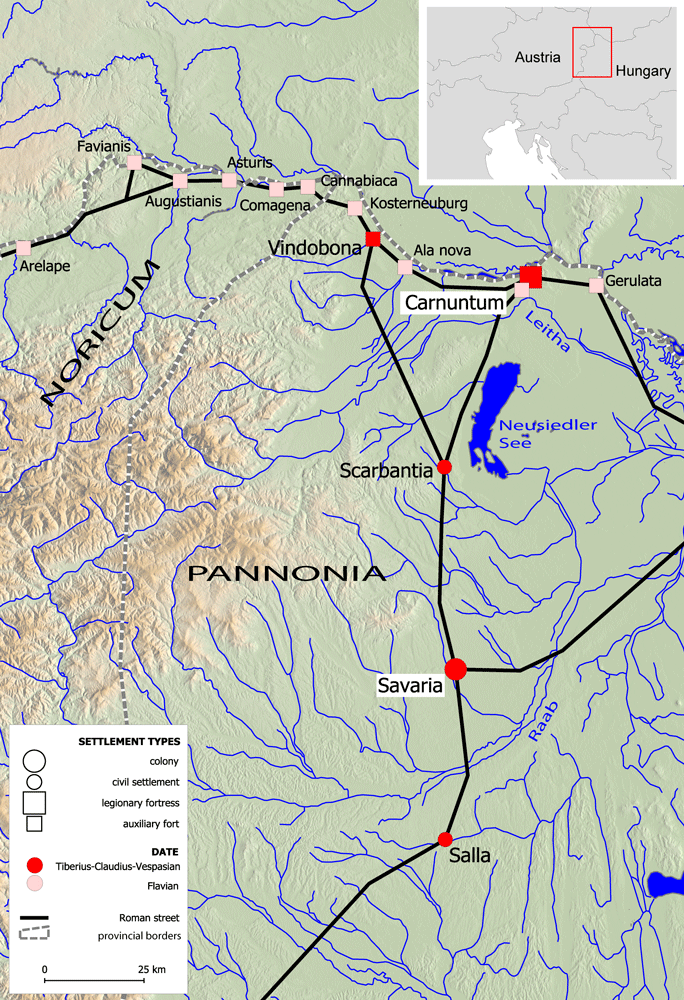
Localizarea Carnuntum

Carnuntum a fost o tabără a armatei romane în Austria de astăzi. Aceasta a aparținut inițial provinciei Noricum, dar după primul secol a fost parte din Pannonia. Ruinele sale se află pe drumul principal, la jumătatea distanței dintre Viena și Bratislava, în „Parcul arheologic Carnuntum” din Austria Inferioară, care se întinde pe teritoriul satelor de astăzi Petronell-Carnuntum și Bad Deutsch-Altenburg.

## Istoria
Carnuntum a apărut ca o tabără a armatei romane. Numele său este aproape întotdeauna găsit cu „K” pe monumente, și este derivat din „Kar”, „Karn” („piatră”, „piatră de hotar”). Această denumire apare pentru prima dată în istorie în timpul domniei lui Augustus (6 d.Hr.), atunci când Tiberius l-a făcut baza sa de operațiuni în campaniile împotriva regelui Maroboduus al marcomanilor. Romanizarea semnificativă a avut loc când orașul a fost selectat ca garnizoană a „Legiunii a XV-a Apollinaris”. Câțiva ani mai târziu, a devenit centrul fortificațiilor romane de-a lungul Dunării de la „Vindobona” (astăzi Viena) la „Brigetio” (Ó-Szőny). Sub Traian sau Hadrian, Carnuntum a devenit cartierul permanent al „Legiunii a XIV-a Gemina”.
A fost, de asemenea, o piață foarte veche pentru chihlimbarul adus în Italia din nord; brațul principal al drumului de chihlimbar traversa Dunărea la Carnuntum. A fost creat un „municipium” de Hadrian (Aelium Carnuntum Marcus Aurelius a locuit acolo timp de trei ani (172-175) în timpul războiului împotriva marcomanilor, și a scris o parte din „Meditațiile” sale. Septimius Severus, guvernatorul Pannoniei atunci, a fost proclamat împărat acolo de soldați (193). În secolul al IV-lea a fost distrus de invadatori germanici. Deși a fost parțial restaurat de către Valentinian I, niciodată nu a recâștigat importanța pe care o avea înainte, și „Vindobona” (Viena) a devenit centrul militar. Carnuntum a fost în cele din urmă distrus de maghiari în Evul Mediu.

## Astăzi
„Parcul arheologic Carnuntum” este împărțit în trei părți:
- Orașul civil
- Muzeul Militar
- Muzeul Carnuntinum

### Orașul civil

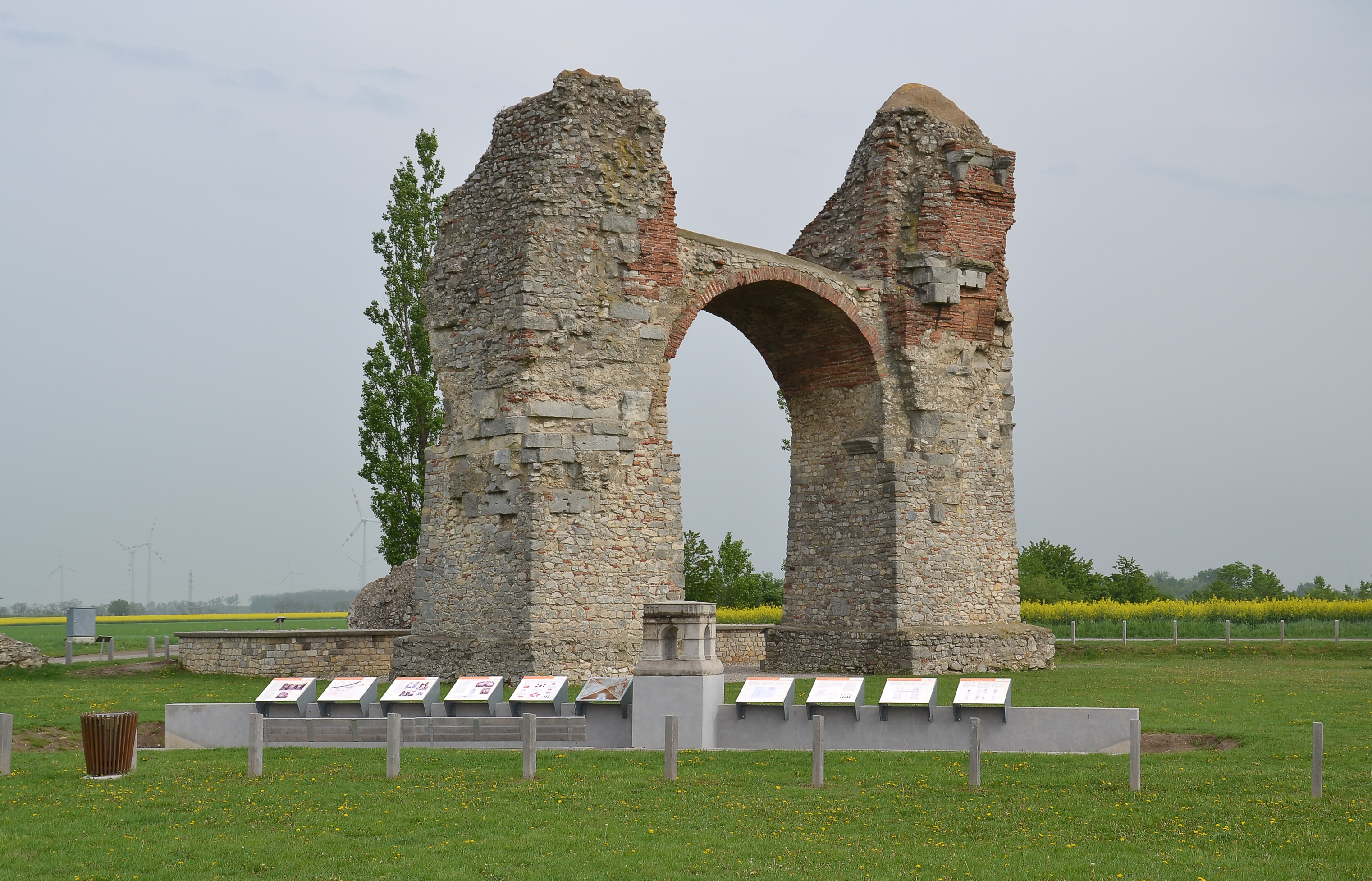
Heidentor (poartă păgână).

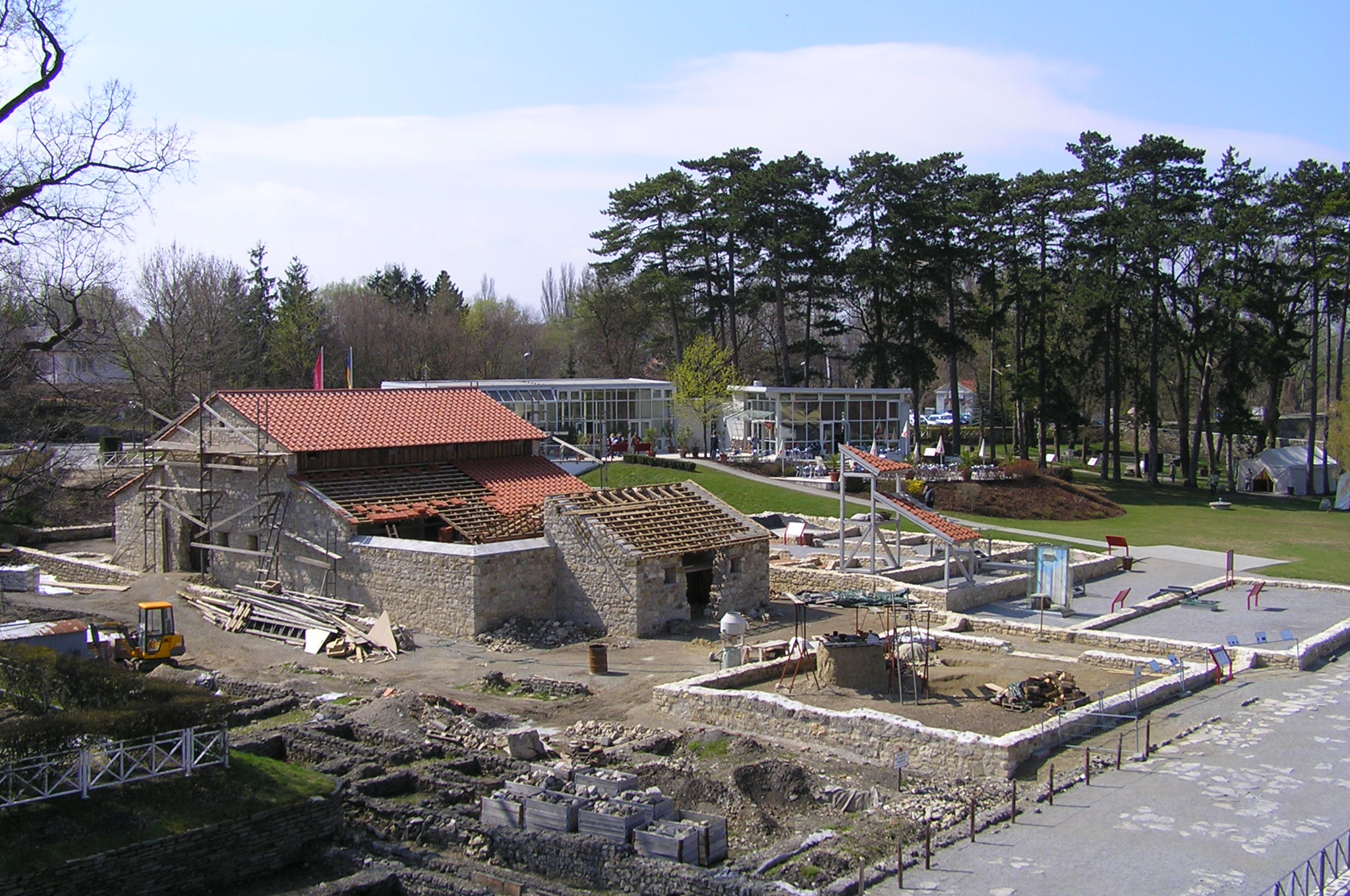
Cartier al orașului roman și casa lui Lucius

Rămășițe ale orașului civil se întind în jurul satului Petronell-Carnuntum. Există mai multe locuri care se pot vedea în orașul civil: cartierul orașului roman în muzeul în aer liber, ruinele palatului, amfiteatru, și „Heidentor”.
Cartierul orașului roman a fost o parte periferică a fostului oraș civil. Ruinele sunt expuse în muzeul în aer liber, în satul actual. Una din casele vechi, numită „Casa lui Lucius”, a fost reconstruită folosind tehnici tradiționale. Aceasta a fost deschisă pentru public la 1 iunie 2006.
Centrul (forum) orașului civil a fost lângă ruinele palatului, de asemenea, menționate ca mari băi publice.
Undeva în afara orașului a fost un mare amfiteatru, care a avut loc pentru aproximativ 15.000 de spectatori. O placă inscripționată găsită aici susține că acesta a fost al patrulea amfiteatru ca mărime din întregul Imperiu Roman.
Imensa „Heidentor” (poartă păgână) a fost ridicată între 354 și 361, drept monument triumfal în onoarea împăratului Constantius II.

### Muzeul Militar

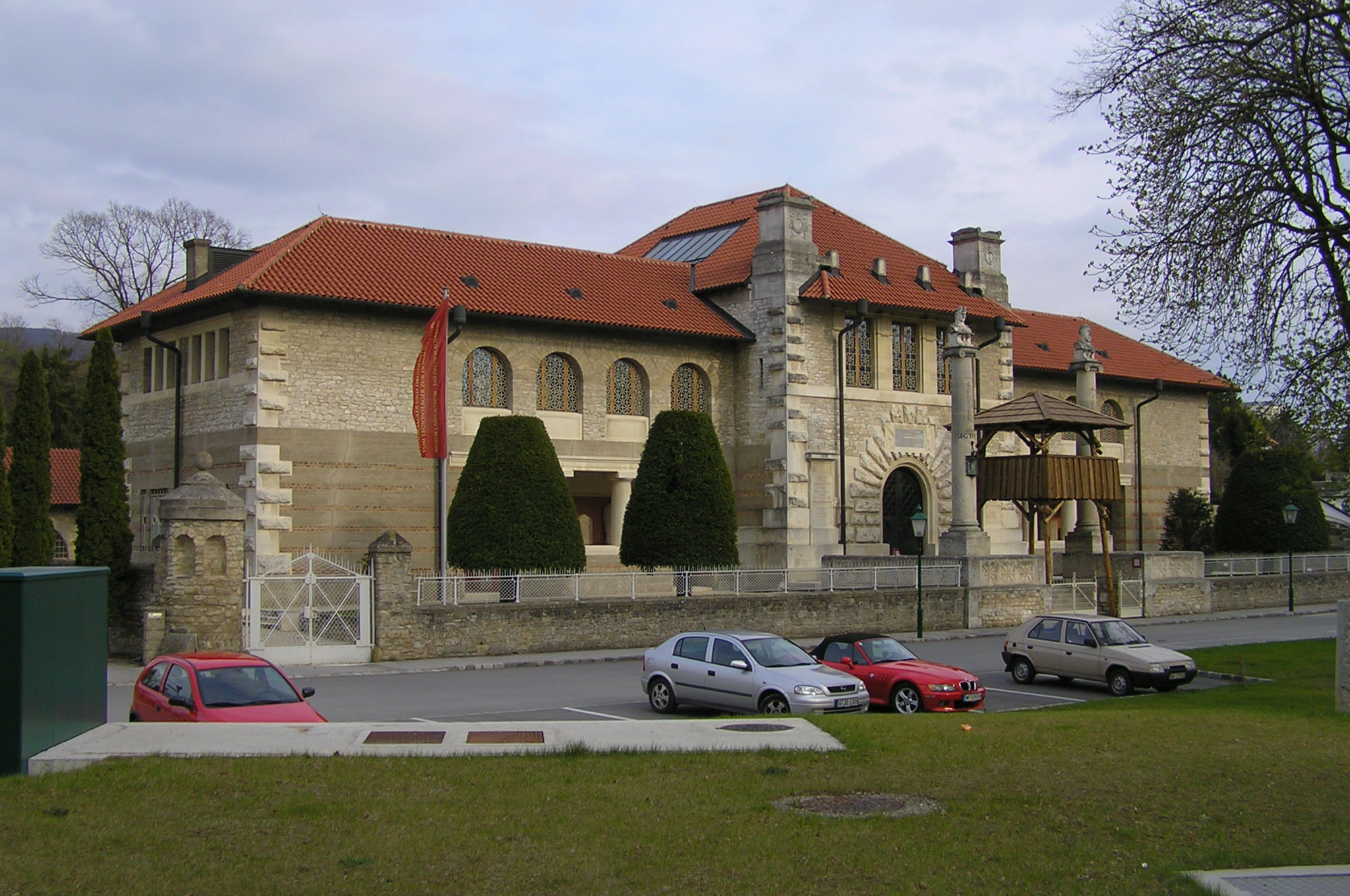
Muzeul Carnuntinum

Singurul monument rămas din orașul militar este amfiteatrul. A fost localizat în afara taberei militare fortificate. Astăzi, un mic muzeu adiacent prezintă istoria gladiatorilor.

### Muzeul Carnuntinum
Muzeul arheologic Carnuntinum se află în satul actual Bad Deutsch-Altenburg, aproape de malul Dunării. Săpăturile cele mai importante din orașul vechi pot fi văzute aici.

## Numismatică
- În anul 2011, în Austria a fost emisă o monedă comemorativă, cu valoarea nominală de 20 de euro, în amintirea monumentelor romane descoperite aici, lângă Dunăre. Moneda este de argint, are greutatea de 18 grame, un diametru de 34 mm și a fost emisă într-un tiraj de 50.000 de exemplare, de calitate proof. Pe avers, sunt gravate, în stânga, un grup de monumente romane, iar în dreapta, capul împăratului Septimius Severus, laureat, spre stânga. Circular, sunt gravate denumirea statului emitent, REPUBLIK ÖSTERREICH (stânga sus), numele împăratului SEPTIMIUS SEVERUS (dreapta jos), valoarea nominală a monedei: 20 EURO (jos); în partea de jos, spre stânga, sunt gravate denumirea localității: CARNUNTUM, precum și milesimul 2011. Se știe că la Carnuntum a funcționat, pentru scurt timp, un atelier monetar roman.